# استریگ موستموم آنکونیوئیدیس
استریگ موستموم آنکونیوئیدیس (نام علمی: Sterigmostemum anchonioides) گونه‌ای از گیاهان گلدار خانواده شب‌بویان (نام علمی: Brassicaceae) بوده و بومی ایران است. این گونه به عنوان تنها گونه آنکونیوئیدهای زردانا (Zerdana anchonioides) در جنس تک‌گونه‌ای زردانا (Zerdana) تلقی شده است. این گیاه یک گونه چند ساله کاسپیتوز است که در مناطق کوهستانی، بر روی شیب‌های سنگی و صخره‌ای در ارتفاعات ۳۰۰۰ تا ۴۰۰۰ متر در منطقه ایران-تورانی رشد می‌کند.

## ویژگی‌ها
ظاهر و شکل گیاه: یک گیاه علفی چندساله است که معمولاً دارای ارتفاعی بین ۱۰ تا ۳۰ سانتیمتر است. این گیاه دارای ساقه‌های نازک و برگ‌های باریک و طویل است که به صورت متناوب روی ساقه قرار دارند.
گل‌ها: گل‌های این گیاه معمولاً کوچک و به رنگ‌های سفید یا صورتی هستند. گل‌آذین به صورت خوشه‌ای بوده و در انتهای ساقه قرار دارد.
زیستگاه: این گیاه بیشتر در مناطق خشک و نیمه‌خشک رشد می‌کند. استریگموستموم آنکونیوئیدس در خاک‌های سنگلاخی و در ارتفاعات متوسط تا بالا یافت می‌شود.